# Писарева, Галина Демьяновна
Галина «Геля» Демьяновна Писарева (10 июля 1933, Ленинград — 16 июля 2024) — советский и российский скульптор, живописец, график.

## Биография
В 1955 году окончила Ленинградское художественное училище (ЛХУ) имени В. А. Серова.
В 1961 году окончила факультет скульптуры Ленинградского института живописи, скульптуры и архитектуры имени И. Е. Репина.
С 1961 года началась её активная выставочная деятельность.
В 1967 году стала членом Союза художников.
С 1990 года член независимого, некоммерческого Творческого объединения «Деревня художников».
Умерла 16 июля 2024 года в возрасте 91 года.
Дочь Наталия, художник.

## Творчество
Женщины, занимающиеся повседневной работой, — основные герои скульптурных и живописных композиций работ Галины Писаревой. Они стирают бельё, носят воду, колют дрова, заботятся о детях, возделывают землю, собирают урожай.
В безликих вытянутых фигурах чувствуется неразрывная связь с природой, от них исходит непередаваемое ощущение материнского тепла. В привычных и, казалось бы, незаметных каждодневных трудах и заботах изображена лирика деревенской жизни.
Геля Писарева заново открывает то, что горожанину зачастую уже незнакомо, но на уровне генетической памяти невероятно близко, тем самым возвращая нас в идиллическую русскую деревню.
К 90-летию со дня рождения в Санкт-Петербурге в серии Авангард на Неве был издан альбом о Писаревой.

## Коллекции музеев
- Государственная Третьяковская Галерея, Москва;
- Московский музей современного искусства;
- Государственный Русский музей, Санкт-Петербург;
- Государственный музей городской скульптуры, Санкт-Петербург;
- Музей современного искусства «Эрарта», Санкт-Петербург;
- Центральный выставочный зал «Манеж», Санкт-Петербург;
- Санкт-Петербургский музей кукол;
- Архангельский музей изобразительных искусств;
- Тюменский областной музей изобразительных искусств и частные коллекции в России и за рубежом.

## Персональные выставки
- 2020 — Выставочный центр «Эрмитаж-Выборг» Архивировано 10 мая 2013 года., Ленинградская область, Выборг, Россия
- 2019 — «Бабье царство», Дом ремесел Псковского областного центра народного творчества Архивная копия от 18 мая 2020 на Wayback Machine, Псковская область, Псков, Россия
- 2018 — «Жизнь в Озерках», галерея «Матисс-клуб» Архивная копия от 8 августа 2020 на Wayback Machine, Санкт-Петербург, Россия
- 2018 — «Весенние воды», галерея «Мольберт» Архивная копия от 22 апреля 2017 на Wayback Machine, Санкт-Петербург, Россия
- 2018 — «Красота в простоте», Староладожский историко-архитектурный и археологический музей-заповедник, Старая Ладога, Ленинградская область, Россия
- 2017 — «Счастье каждого дня», Новгородский государственный объединённый музей-заповедник , Великий Новгород, Новгородская область, Россия
- 2017 — Персональная выставка в Староладожском историко-архитектурном и археологическом музее-заповеднике, Старая Ладога, Ленинградская область, Россия
- 2017 — Персональная выставка в музее Анны Ахматовой, Санкт-Петербург, Россия
- 2016 — Персональная выставка в музее изобразительного искусств г. Архангельске,Россия
- 2015 — «Под открытым небом», галерея современного искусства «Арт-холдинг Татьяны Никитиной» Архивная копия от 12 сентября 2016 на Wayback Machine, Санкт-Петербург, Россия
- 2014 — Музей истории профессионального образования Архивная копия от 6 мая 2021 на Wayback Machine, Санкт-Петербург, Россия
- 2013 — Галерея «АРТ.объект», Санкт-Петербург, Россия
- 2012 — Галерея «Мольберт» Архивная копия от 22 апреля 2017 на Wayback Machine, Санкт-Петербург, Россия
- 2011 — Галерея «Матисс клуб» Архивная копия от 22 апреля 2017 на Wayback Machine, Санкт-Петербург, Россия
- 2011 — Галерея «КвадраТ» Архивная копия от 14 мая 2017 на Wayback Machine, Санкт-Петербург, Россия
- 2008 — Галерея «Матисс клуб» Архивная копия от 22 апреля 2017 на Wayback Machine, Санкт-Петербург, Россия
- 2008 — Галерея «Матисс клуб» Архивная копия от 22 апреля 2017 на Wayback Machine, Санкт-Петербург, Россия
- 2008 — Галерея «Матисс клуб» Архивная копия от 22 апреля 2017 на Wayback Machine, Санкт-Петербург, Россия
- 2007 — Галерея «Матисс клуб» Архивная копия от 22 апреля 2017 на Wayback Machine, Санкт-Петербург, Россия
- 2006 — Центральный выставочный зал «Манеж», Санкт-Петербург, Россия
- 2004 — Музей городской скульптуры, Санкт-Петербург, Россия
- 2004 — Галерея «КвадраТ» Архивная копия от 14 мая 2017 на Wayback Machine, Санкт-Петербург, Россия
- 2002 — Государственный Русский музей, Санкт-Петербург, Россия
- 2001 — Музей городской скульптуры, Санкт-Петербург, Россия
- 2001 — Центральный выставочный зал «Манеж», Санкт-Петербург, Россия
- 2000 — Музей кукол, Санкт-Петербург, Россия
- 1998 — Государственная Третьяковская галерея, Москва, Россия
- 1997 — Всероссийский музей декоративно-прикладного и народного искусства, Москва, Россия
- 1994 — Государственный музей-заповедник «Павловск», Санкт-Петербург, Россия
- 1994 — Музей изобразительных искусств, Тюмень, Россия
- 1993 — Музей городской скульптуры, Санкт-Петербург, Россия
- 1991 — Галерея «Raissa», Эрфурт, Германия
- 1991 — Выставочный зал Союза художников (ЛОСХ), Ленинград, СССР
- 1989 — Выставочный зал Союза художников (ЛОСХ), Ленинград, СССР

## Совместные выставки, проекты, симпозиумы
- 2024 — выставка «…И женщины глядят из-под руки», совместно с работами дочери Наталии. Музей игрушки (Санкт-Петербург).
- 2018 — Выставка FINE ART, галерея «Мольберт» Архивная копия от 22 апреля 2017 на Wayback Machine, Санкт-Петербург, Россия
- 2017 — «Сияла звезда Рождества», Шереметьевский дворец Архивная копия от 27 мая 2020 на Wayback Machine, Санкт-Петербург, Россия
- 2016 — «На французской стороне», галерея FoSSart Архивная копия от 30 апреля 2020 на Wayback Machine, Санкт-Петербург, Россия
- 2016 — «Перевод с Чуковского», «Мастерская Аникушина», филиал Музея городской скульптуры  Архивная копия от 16 июня 2020 на Wayback Machine, Санкт-Петербург, Россия
- 2016 — «Рождественская выставка» в Кирилло-Белозерском монастыре, Кириллов.
- 2016 — Выставка в музее-дворце Шереметьева «Окна», Санкт-Петербург, Россия
- 2015 — «Под открытым небом», галерея современного искусства «Арт-холдинг Татьяны Никитиной» Архивная копия от 12 сентября 2016 на Wayback Machine, Санкт-Петербург, Россия
- 2015 — Персональная выставка графики, галерея «АРТ.объект», Санкт-Петербург, Россия
- 2015 — «Доброе приятие мира», Галерея «Матисс клуб» Архивная копия от 22 апреля 2017 на Wayback Machine, Санкт-Петербург, Россия
- 2014 — «Жизнь», филиал Музея городской скульптуры «Мастерская Аникушина», Санкт-Петербург, Россия
- 2014 — Выставка «Деревни художников» в рамках ежегодной акции «Ночь музеев», Реставрационно-хранительский центр Государственного Эрмитажа «Старая Деревня», Санкт-Петербург, Россия
- 2013 — Совместная выставка русских художников в Мексике
- 2012 — «Плот искусств», «Деревня художников», Санкт-Петербург, Россия
- 2012 — «Неделя искусства в Деревне Художников», «Деревня художников», Санкт-Петербург, Россия
- 2011 — «Чувствуя Италию», Центральный военно-морской музей, Санкт-Петербург, Россия
- 2010 — «Шувалово-Озерки. Творческие мастерские и произведения», Центральный выставочный зал «Манеж», Санкт-Петербург, Россия
- 2009 — «После лета», Выставочный центр Санкт-Петербургского Творческого Союза художников, Санкт-Петербург, Россия Х 3
- 2009 — «Старый дом», Галерея современной скульптуры и пластики, Санкт-Петербург, Россия
- 2008 — «Искусство на воде», «Деревня художников», Санкт-Петербург, Россия
- 2008 — «Музей музеев», Музей Анны Ахматовой в Фонтанном Доме, Санкт-Петербург, Россия
- 2008 — Выставка современного искусства в рамках форума «Петербургская неделя. Женщина года», Международный центр делового

сотрудничества, Санкт-Петербург, Россия
- 2006 — «Живописный источник», Музей «Мир воды Санкт-Петербурга», Санкт-Петербург, Россия
- 2005 — «Плот искусств», «Деревня художников», Санкт-Петербург, Россия
- 2005 — «Коллаж», Государственный Русский музей, Санкт-Петербург, Россия
- 2005 — «Карнавал», Центральный выставочный зал «Манеж», Санкт-Петербург, Россия
- 2005 — «Чудеса в решете», Галерея «ДиДи» Архивная копия от 20 апреля 2017 на Wayback Machine, Санкт-Петербург, Россия
- 2004 — «Бабье лето», Деревня художников, Санкт-Петербург, Россия
- 2004 — «Книга», Центральный выставочный зал «Манеж», Санкт-Петербург, Россия
- 2004 — «Александр Батурин и Галина Писарева», Frants Gallery Space, Нью-Йорк, США
- 2003 — «Русский космос», Frants Gallery Space, Нью-Йорк, США
- 2003 — «Город», Центральный выставочный зал «Манеж», Санкт-Петербург, Россия
- 2002 — «Петербургское рождество», Музей Анны Ахматовой в Фонтанном Доме, Санкт-Петербург, Россия
- 2001 — «Семейный портрет», Музей Анны Ахматовой в Фонтанном Доме, Санкт-Петербург, Россия
- 2000 — Международный симпозиум скульпторов, Озеро Вирнви, Уэльс, Великобритания
- 1994 — «Текстиль и дерево», Центральный выставочный зал «Манеж», Санкт-Петербург, Россия
- 1994 — «Европейская скульптура», Каре-Плугер, Франция
- 1993 — «Импровизация», Центральный выставочный зал «Манеж», Санкт-Петербург, Россия
- 1991 — «Небо и твердь», Центральный выставочный зал «Манеж», Санкт-Петербург, Россия
- 1991 — Художественная ярмарка, Зинсхайм, Германия
- 1991 — «Группа 6», Университет, Стокгольм, Швеция
- 1990 — «Традиции и мода», Музей этнографии, Санкт-Петербург, Россия
- 1990 — «Группа 6», Торонто, Канада
- 1983 — Совместная выставка, Сегед, Венгрия
- 1981 — Совместная выставка с В. Шагиным, Выставочный зал союза художников, Ленинград, СССР
- 1965—1980 — Сезонные выстави Союза художников (ЛОСХ), Ленинград, СССР